# Campagne mongole contre les Nizârites
Conquêtes mongoles
La campagne mongole contre les Nizârites, durant la période d'Alamut (en), dite des Assassins, commence en 1253, après la conquête de l'Empire Khorezmien par l'Empire mongol. Elle est menée par Houlagou Khan, sur ordre de Möngke Khagan, tous deux petits-fils de Gengis Khan.
Le conflit commence par des attaques contre des places fortes au Quhistan (en) et dans la région de Qumis, notamment à Tun et Tus, dont la plupart sont saccagées, alors que les dissensions internes, entre les dirigeants Nizârites, sous le règne de l'Imam Ala al-Din Muhammad, s'intensifient. Son successeur, Rukn ad-Dîn Khurshâh, entame une longue série de négociations futiles. En 1256, l'imam se rend alors qu'il est assiégé à Maymun-Diz (en) et ordonne à ses disciples de faire de même. Bien que difficile à capturer, Alamut se rend immédiatement et est démantelée. L'État des nizârites (en) est ainsi déstabilisé, bien que plusieurs forts, notamment Lambsar, Gerdkûh et ceux de Syrie continuent à résister. Möngke ordonne plus tard un massacre général de tous les Nizârites, y compris celui de Khurshâh et de sa famille.
Les tentatives pour rétablir l'État à Alamut échouent et la plupart des Nizârites survivants se dispersent au Moyen-Orient, en Asie centrale et en Asie du Sud. Ils réapparaissent cependant plus tard dans l'histoire de la Perse, leur imamat étant basé à Anjudan (en). La campagne de Houlagou contre les Nizârites et plus tard contre le califat abbasside a pour but d'établir un nouveau khanat dans la région, l'Ilkhanat.

## Contexte
Les Nizârites sont un courant des Ismaéliens, lui-même un courant des musulmans chiites. En établissant des forteresses de montagne stratégiques et autonomes, ils créent un État indépendant sur les territoires des empires Seldjoukides et plus tard Khwarezmchahs de Perse.
En 1192 ou 1193, Rachid ad-Din Sinan est remplacé par le da'i perse Abu Mansur ibn Muhammad ou Nasr al-'Ajami, qui rétablit la suzeraineté d'Alamut sur les Nizârites en Syrie. Après l'invasion mongole de la Perse, de nombreux musulmans sunnites et chiites (dont l'éminent érudit al-Tusi) s'étaient réfugiés chez les Nizârites du Quhistan (en). Le gouverneur (muhtasham) du Quhistan est Nasir al-Din Abu al-Fath Abd al-Rahim ibn Abi Mansur.

## Les premières relations Nizârites-Mongoles

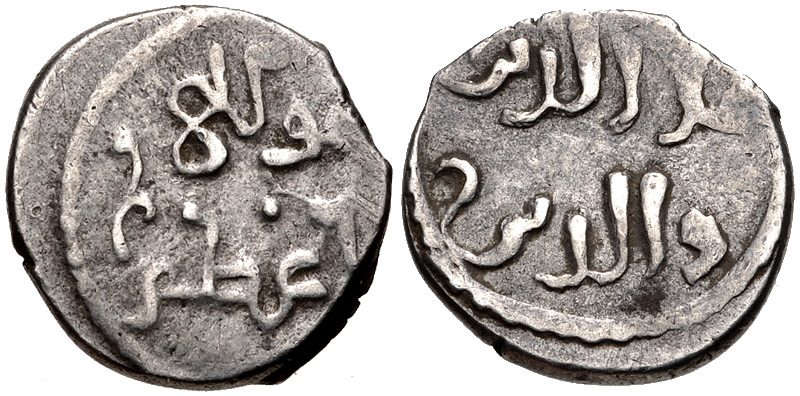
Pièce de monnaie de Ala al-Din Muhammad.

En 1221, les émissaires nizârites rencontrent Gengis Khan à Balkh
Après la mort de Jalal ad-Din et la chute ultérieure de la dynastie des Khwarezmchahs, à la suite de l'invasion mongole, une confrontation directe commence entre les Nizârites, sous Muhammad III et les Mongols d'Ögedeï. Ce dernier vient de commencer à conquérir le reste de la Perse. Bientôt, les Nizârites perdent Damghan dans la région de Qumis, au profit des Mongols. Les Nizârites avaient récemment pris le contrôle de la ville après la chute des Khwarezmchahs.
En 1238, l'imam nizârite et le calife abbasside Al-Mustansir envoient une mission diplomatique conjointe aux rois européens Louis IX et Édouard Ier d'Angleterre pour forger une alliance islamo-chrétienne contre les Mongols, mais sans succès. Par la suite, les rois européens rejoignent les Mongols contre les musulmans,.
En 1246, l'imam nizârite, avec le nouveau calife abbasside Al-Musta'sim et de nombreux souverains musulmans, envoient en Mongolie une mission diplomatique sous les ordres des muhtashams nizârites (gouverneurs) du Quhistan (en), Shihab al-Din et de Shams al-Din, à l'occasion de l'intronisation du nouveau Grand Khan mongol, Güyük. Mais ce dernier la rejette et il envoie bientôt des renforts à Eljigidei (en), en Perse, lui donnant pour instruction de consacrer un cinquième des forces pour réduire les territoires rebelles, à commencer par l'État des Nizârites (en). Güyük, lui-même, a l'intention d'y participer, mais il meurt peu après.
Le successeur de Güyük, Möngke, commence à mettre en œuvre les plans du premier. La décision de Möngke fait suite à des pressions anti-nizârites de la part des sunnites, devant la cour mongole, à de nouvelles plaintes anti-nizârites, comme celle de Shams al-Din, cadi de Qazvin, et à des avertissements de commandants mongols locaux, en Perse. En 1252, Möngke confie à son frère Houlagou la mission de conquérir le reste de l'Asie occidentale, la priorité absolue étant la conquête de l'État des Nizârites et du califat abbasside. Des préparatifs minutieux sont faits, et Houlagou ne part qu'en 1253, pour arriver effectivement en Perse plus de deux ans plus tard. Selon Guillaume de Rubrouck, en 1253, un groupe de fida'is est envoyé en Mongolie pour assassiner Möngke ; bien qu'il soit possible que ce ne soit qu'une rumeur,,,.

## La campagne

### Campagne contre le Quhistan, les Qumis et le Khurasan

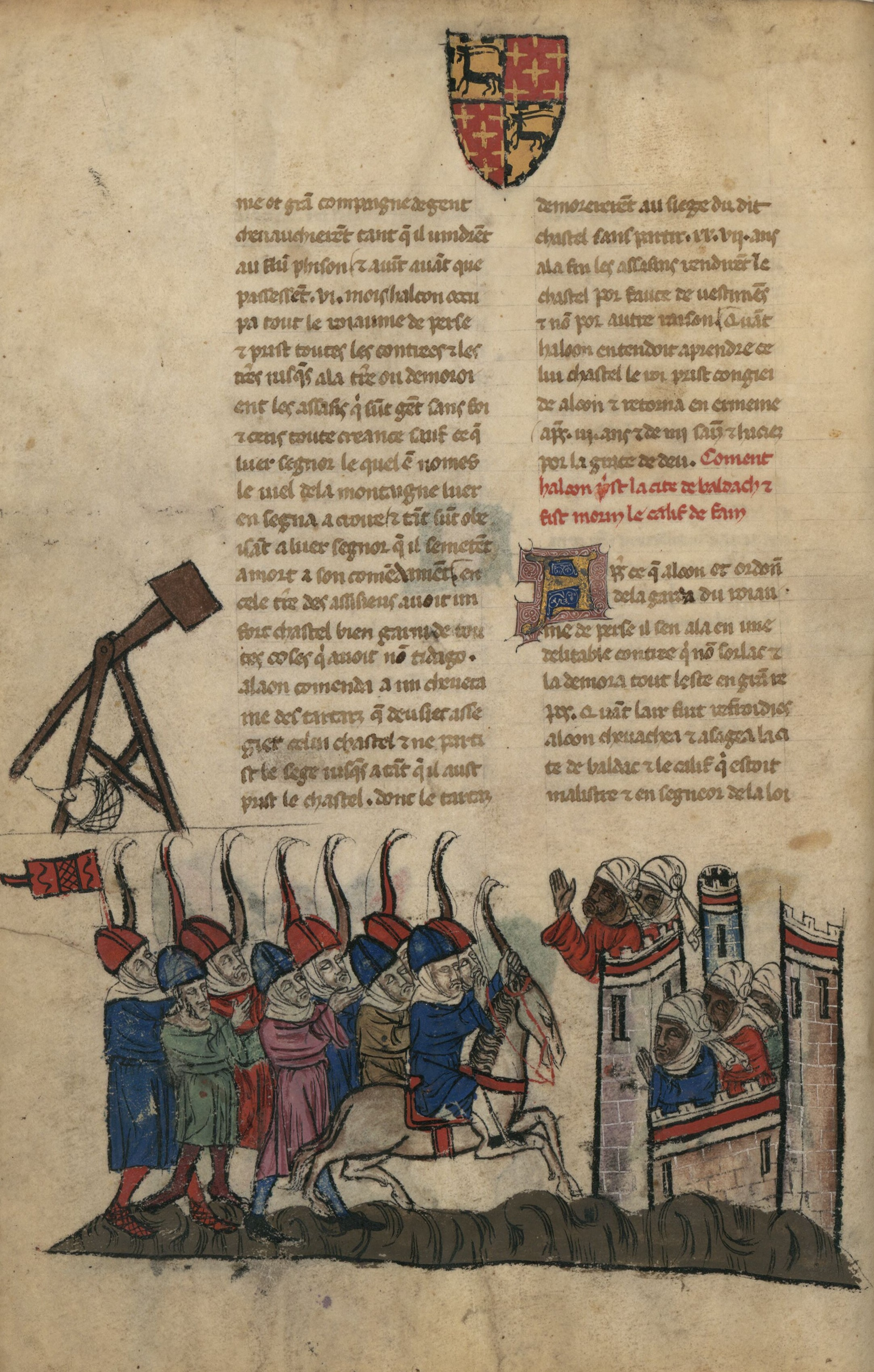
Le siège de Gerdkûh, dans La Flor des estoires de la terre d'Orient par Héthoum de Korikos. La garnison résiste pendant 17 ans, longtemps après la reddition des chefs nizârites.

En mars 1253, le commandant de l'armée de Houlagou, Ketboğa, qui commande l'avant-garde, traverse Oxus, le fleuve Amou-Daria, avec 12 000 hommes, soit un tumen (en), de 10 000 hommes plus deux mingghans (en) de 1 000 hommes chacun, sous les ordres de Köke Ilgei. En avril 1253, il s'empare de plusieurs forteresses nizârites au Quhistan et tue leurs habitants. En mai, il attaque Qumis et assiège Gerdkuh,. Son armée comprend 5 000 cavaliers, probablement mongols, et 5 000 fantassins, probablement tadjiks. Ketboğa laisse une armée sous les ordres de l'émir Büri pour assiéger Gerdkuh et attaque lui-même le château de Mehrin tout proche et le Shah, possiblement à Qasran. En août 1253, il envoie des raids dans les districts de Tarem et de Rudbar sans grand résultat ; puis ils attaquent et massacrent les habitants de Mansuriah et Alabeshin (Alah beshin),,.
En octobre 1253, Houlagou quitte sa horde (en) en Mongolie et commence sa marche, avec un tümen, à un rythme tranquille et il augmente son nombre d'hommes à sa manière,,.
Il est accompagné de deux de ses dix fils, Abaqa et Yoshmut, de son frère Subedei, mort en route, de ses épouses Öljei et Yisut et de sa belle-mère Doquz,.
En juillet 1253, Ketboğa qui se trouve au Quhistan, pille, massacre et s'empare, probablement temporairement, de Tun (Ferdows) et Torshiz (en) (Bardaskan - Kachmar). Quelques mois plus tard, Mehrin et plusieurs autres châteaux de Qumis tombent également. En décembre 1253, la garnison de Gerdkûh jaillit de nuit et tue une centaine de Mongols, dont Büri,. La forteresse de Gerdkûh est sur le point de tomber, en raison d'une épidémie de choléra, mais, contrairement à Lambsar, elle survit à l'épidémie et est sauvée par l'arrivée de renforts d'Alamut, envoyés par Ala al-Din Muhammad, durant l'été 1254. Gerdkûh résiste pendant de nombreuses années,,.
En septembre 1255, Houlagou arrive près de Samarcande. Il fait alors de Kash son quartier général provisoire et envoie des messagers aux dirigeants, mongols et non mongols, locaux en Perse, annonçant sa présence en tant que vice-roi du Grand Khan et demandant de l'aide contre les Nizârites, la sanction, en cas de refus, étant leur destruction. À l'automne 1255, Arghun agha le rejoint et tous les dirigeants de Rum, Fars, Irak (en), Azerbaïdjan, Arran, Chirvan, du royaume de Géorgie, et supposément aussi du royaume d'Arménie, reconnaissent leur soumission par de nombreux cadeaux.
Les relations se détériorent entre l'imam Ala al-Din Muhammad, qui souffre de mélancolie, ses conseillers et les dirigeants Nizârites, ainsi qu'avec son fils Rukn ad-Dîn Khurshâh, le futur imam désigné. Selon les historiens persans, les élites Nizârites préparent un plan contre Muhammad pour le remplacer par Khurshâh, qui devait ensuite entrer en négociation immédiate avec les Mongols. Cependant, Khurshâh tombe malade, avant de mettre en œuvre ce plan. Néanmoins, le 1er ou le 2 décembre 1255, Muhammad meurt dans des circonstances suspectes et est remplacé par Khurshâh, dont la politique est de parvenir à un accord avec les Mongols,.
Pour atteindre l'Iran, Houlagou entre par le khaganate de Chaghatai, traverse l'Oxus, en janvier 1256 et entre au Quhistan, en avril 1256.  Il choisit comme première cible Tun, qui n'a pas été efficacement réduit par Ketboğa. Plusieurs incidents se produisent alors que Houlagou passe les districts de Zawa (en) et de Khwaf et, par conséquent, il n'a pas pu superviser l'assaut. Ainsi, en mai 1256, il ordonne à Ketboğa et Köke Ilgei d'attaquer Tun, qu'ils mettent à sac après un siège d'une semaine, massacrant presque tous les habitants. Ils se joignent alors à Houlagou pour attaquer Tous,.

### Campagne contre Roudbar et Alamut

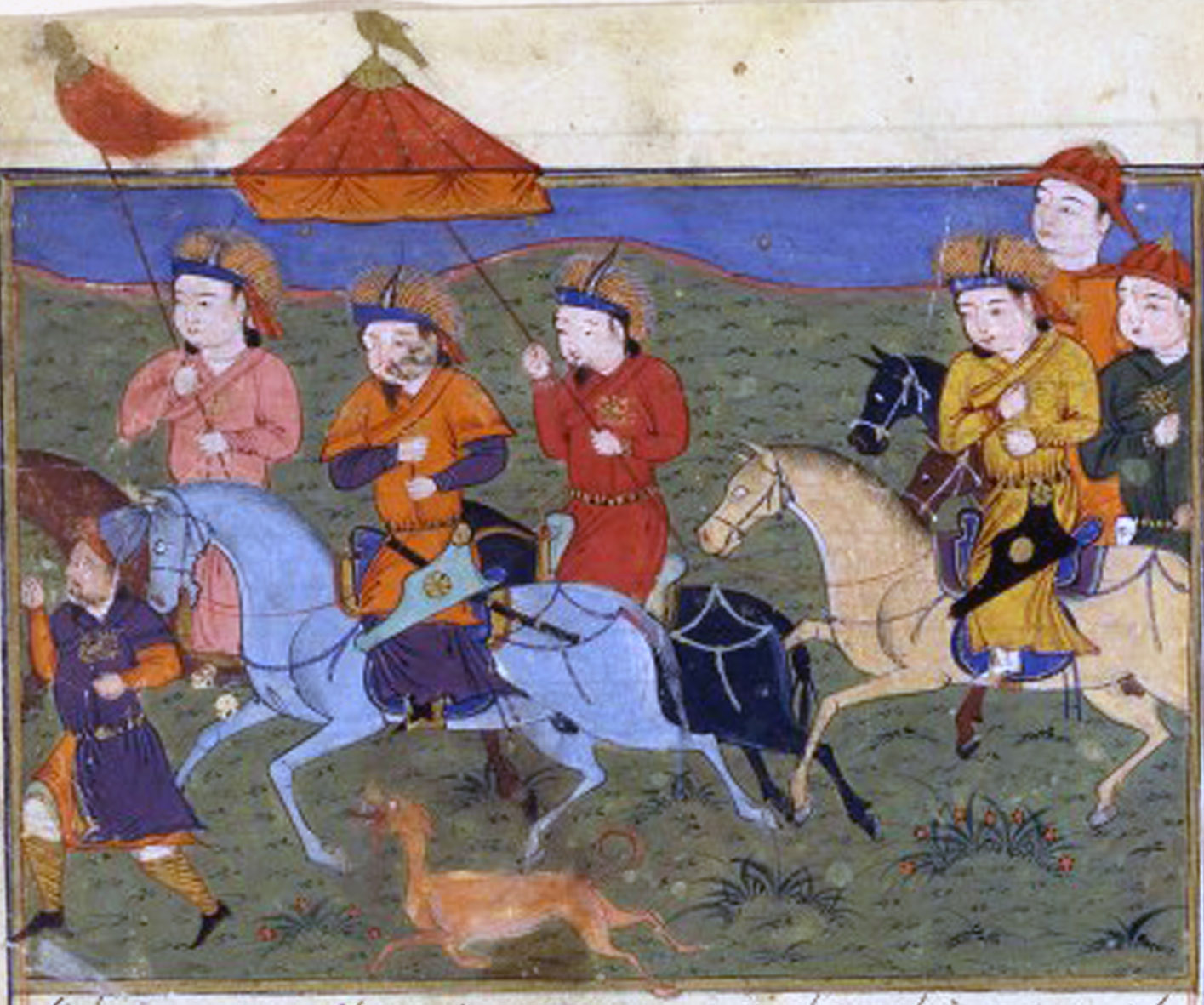
Houlagou et son armée marchant vers les châteaux de Nizârites, en 1256. Miniature en persan tirée d'un manuscrit du Jami al-tawarikh.

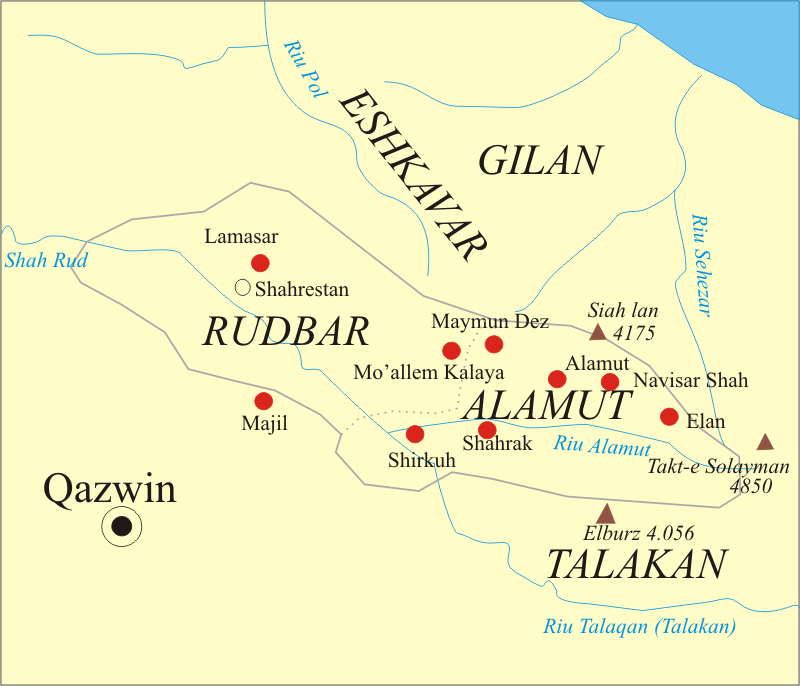
Carte des forteresses nizârites à Roudbar et dans la région d'Alamut.

Lorsque Houlagou atteint Bistam, son armée est désormais composée de cinq tümens et de nouveaux commandants ont été ajoutés. Beaucoup d'entre eux sont des parents de Batu Khan. De l'ulus de Djötchi représentant la Horde d'or sont venus Quli (fils d'Orda), Balagha et Tutar. Les forces du khanat de Djaghataï sont sous les ordres du prince Teguder (en). Un contingent d'une tribu des Oïrats se joint également, sous les ordres de Buqa Temür. Aucun membre de la famille d'Ögedeï n'est mentionné. L'armée de Houlagou est composée d'ingénieurs chinois et musulmans compétents dans l'utilisation des mangonneaux et du naphta.
Les Mongols font campagne contre le cœur des Nizârites, dans l'Alamut et Roudbar, dans trois directions.
L'aile droite, sous les ordres de Buqa Temür et Köke Ilgei, progresse via le Tabarestan. L'aile gauche, sous les ordres de Teguder (en) et Ketboğa, passe par Khuwar (en) et Semnan. Le centre est sous la direction de Houlagou lui-même. Pendant ce temps, Houlagou envoie un autre avertissement à Khurshah. Celui-ci se trouve dans la forteresse de Maymun-Diz (en) et joue apparemment contre la montre ; en résistant plus longtemps, l'arrivée de l'hiver peut arrêter la campagne mongole. Il envoie son vizir Kayqubad pour rencontrer les Mongols à Firouzkouh et propose la reddition de toutes les places fortes sauf Alamut et Lambsar, et demandent à nouveau un an de délai pour que Khurshah puisse visiter Houlagou en personne.
Pendant ce temps, Khurshah ordonne à Gerdkuh et aux forteresses du Quhistan de se rendre, ce que font leurs chefs, mais la garnison de Gerdkuh continue de résister. Les Mongols continuent d'avancer et atteignent Lar, Damavand et Chahdiz. Khurshah envoie son fils en signe de bonne foi, mais il est renvoyé en raison de son jeune âge. Khurshah envoie alors son deuxième frère Shahanshah (Shahin Shah), qui rencontre les Mongols à Rey. Mais Houlagou exige le démantèlement des fortifications des Nizârites pour montrer sa bonne volonté,,. De nombreuses négociations entre l'imam nizârite et Houlagou s'avèrent vaines. Apparemment, l'imam Nizari cherche à conserver au moins les principaux bastions nizârites, tandis que les Mongols exigent la soumission complète des Nizârites.

### Siège de Maymun-Diz
Le 8 novembre 1256, Houlagou établit un camp sur une colline face à Maymun-Diz (en) et encercle la forteresse avec ses forces en marchant sur les montagnes d'Alamut, via la vallée de Taléghan, apparaissant au pied de Maymun-Diz.
Maymun-Diz aurait pu être attaquée par des mangonneaux ; ce ne fut pas le cas d'Alamut, Nevisar Shah, Lambsar et Gerdkûh, qui se trouvaient tous au sommet de points culminant. Néanmoins, la force de la fortification impressionne les Mongols, qui les étudient sous différents angles pour trouver un point faible. La majorité des officiers mongols conseillent à Houlagou de reporter le siège, mais il décide de continuer. Des bombardements préliminaires sont effectués pendant trois jours par des mangonneaux depuis une colline voisine, avec des victimes des deux côtés. Le quatrième jour, un assaut direct des Mongols est repoussé. Les Mongols utilisent alors des engins de siège plus lourds lançant des javelots trempés dans de la poix brûlante et installent des mangonneaux supplémentaires tout autour des fortifications.
Plus tard dans le mois, Kuhrshah envoie un message proposant sa reddition sous condition de l'immunité pour lui et sa famille. Le décret royal de Houlagou est envoyé par Ata-Malik Juvaini, qui le prend personnellement à Khurshah, lui demandant de le signer, mais Khurshah hésite. Après plusieurs jours, Houlagou commence un nouveau bombardement et le 19 novembre, Khurshah et son entourage descendent de la forteresse et se rendent. L'évacuation de la forteresse se poursuit jusqu'au lendemain. Une petite partie de la garnison refuse de se rendre et combat dans une dernière bataille dans la qubba (littéralement structure en dôme), supposée être un haut bâtiment en dôme dans la forteresse. Ils sont vaincus et tués au bout de trois jours,,.
La décision de se rendre des dirigeants Nizârites est apparemment influencée par des érudits extérieurs comme al-Tusi.
Pour les historiens, un aspect déroutant des événements est la raison pour laquelle Alamut n'a pas tenté d'aider ses camarades assiégés à Maymun-Diz.

### Reddition d'Alamut

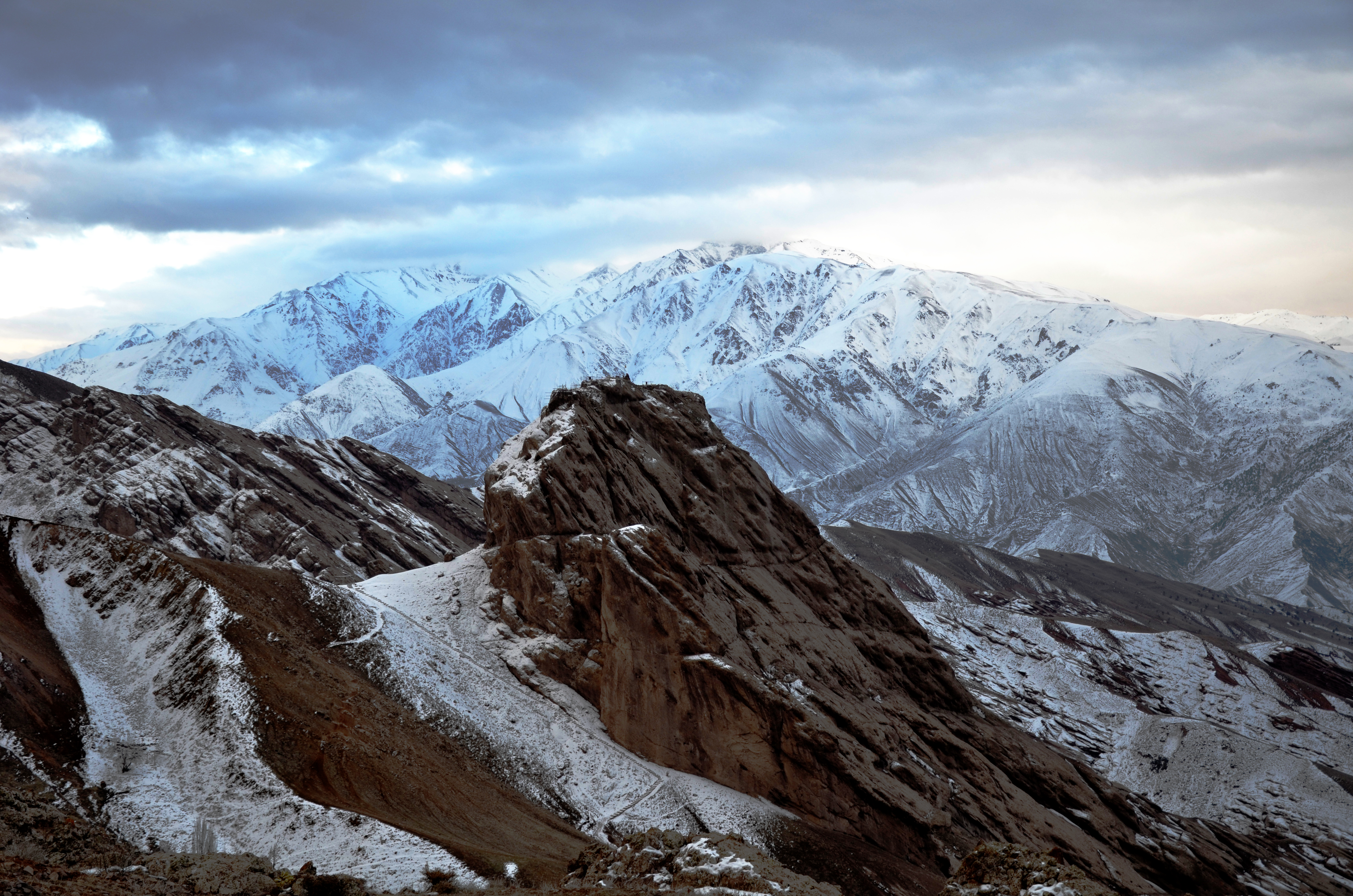
Le sommet d'Alamut.

Khurshah ordonne à toutes les forteresses nizârites, de la vallée de Rusbar, de se rendre, d'évacuer et de démanteler leurs forts. Tous les forts, une quarantaine, se rendent par la suite, sauf celui d'Alamut, sous les ordres de l'Ispahsalar (en) Muqaddam al-Din Muhammad Mubariz, et Lambsar, peut-être parce que leurs commandants pensent que l'imam donne des ordres sous la contrainte et pratique une sorte de taqîya. Malgré la petite taille de la forteresse et de sa garnison, Alamut est construite en pierre (contrairement à Maymun-Diz), bien approvisionnée et dispose d'un approvisionnement en eau fiable. Cependant, la foi des Nizârites exige l'obéissance absolue et fidèle à l'imam en toutes circonstances. Houlagou encercle Alamut avec son armée et Khurshah tente, sans succès, de persuader son commandant de se rendre. Houlagou laisse une importante force sous le commandement de Balaghai pour assiéger Alamut, et lui-même, avec Khurshah, entreprend d'assiéger Lambsar. Muqaddam al-Din finit par se rendre après quelques jours, en décembre 1256,.
Juvayni décrit la difficulté avec laquelle les Mongols ont démantelé les murs plâtrés et les remparts recouverts de plomb d'Alamut. Les Mongols ont dû mettre le feu aux bâtiments, puis les détruire pièce par pièce. Il note également les vastes chambres, les galeries et les réservoirs profonds, qui servaient à stocker le vin, le vinaigre, le miel et d'autres marchandises ; lors de leur pillage, un homme aurait failli se noyer dans un magasin de miel.
Après avoir examiné la célèbre bibliothèque d'Alamut, Juvayni a conservé « des copies du Coran et d'autres livres de choix » ainsi que « des instruments astronomiques tels que des kursis (partie d'un astrolabe), des sphères armillaires, des astrolabes complets et partiels, et autres », et brûle les autres livres« qui concernaient leur hérésie et leur erreur ». Il a également choisi la biographie de Hasan Sabbah, Sargudhasht-i Bābā Sayyidinā (en persan : سرگذشت بابا سیدنا), qui l'a intéressé, mais il affirme l'avoir brûlée après l'avoir lue. Il a abondamment cité son contenu dans son ouvrage : Tarikh-i Jahangushay (en).
Juvayni constate l'imprégnabilité et l'autosuffisance d'Alamut et d'autres forteresses des Nizârites. Rashid al-Din écrit de la même façon, sur la bonne fortune des Mongols, dans leur guerre contre les Nizârites.

## Massacres des Nizârites et leurs conséquences

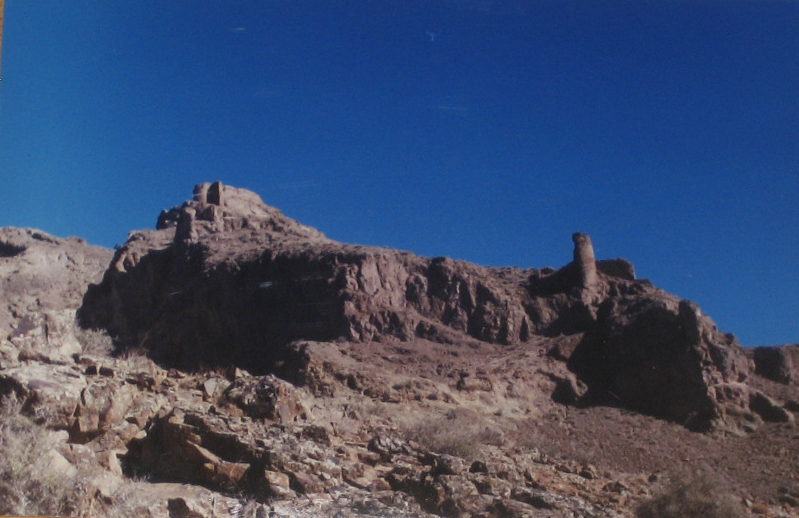
La résistance dans la grande forteresse de Lambsar s'effondre en 1257 après une épidémie de choléra.

En 1256, Houlagou a presque éliminé les Nizârites persans, en tant que force militaire indépendante. Khurshah est ensuite emmené à Qazvin d'où il envoie des messages au fief syrien de Nizârites pour leur demander de se rendre, mais ils n'agissent pas, croyant que l'imam est sous la contrainte. Sa position devenant intolérable, Khurshah demanda à Houlagou de l'autoriser à aller rencontrer Möngke en Mongolie, promettant qu'il persuaderait les autres forteresses ismaéliennes de se rendre. Möngke le réprimande après lui avoir rendu visite à Karakoram, en Mongolie, en raison de son incapacité à remettre Lambsar et Gerdkuh, et ordonne son retour dans sa patrie. Sur le chemin, lui et sa petite suite sont exécutés par leur escorte mongole. Entre-temps, Möngke lance un massacre général de tous les Nizârites Ismaïliens, y compris toute la famille de Khurshah ainsi que les garnisons,. Les Nizârites de Syrie sont tolérés par les Mamelouks de Bahri et possèdent quelques châteaux sous la suzeraineté mamelouke. Les Mamelouks ont peut-être employé des fedais Nizârites contre leurs propres ennemis, notamment lors de la tentative d'assassinat du prince croisé Edouard d'Angleterre, en 1271.

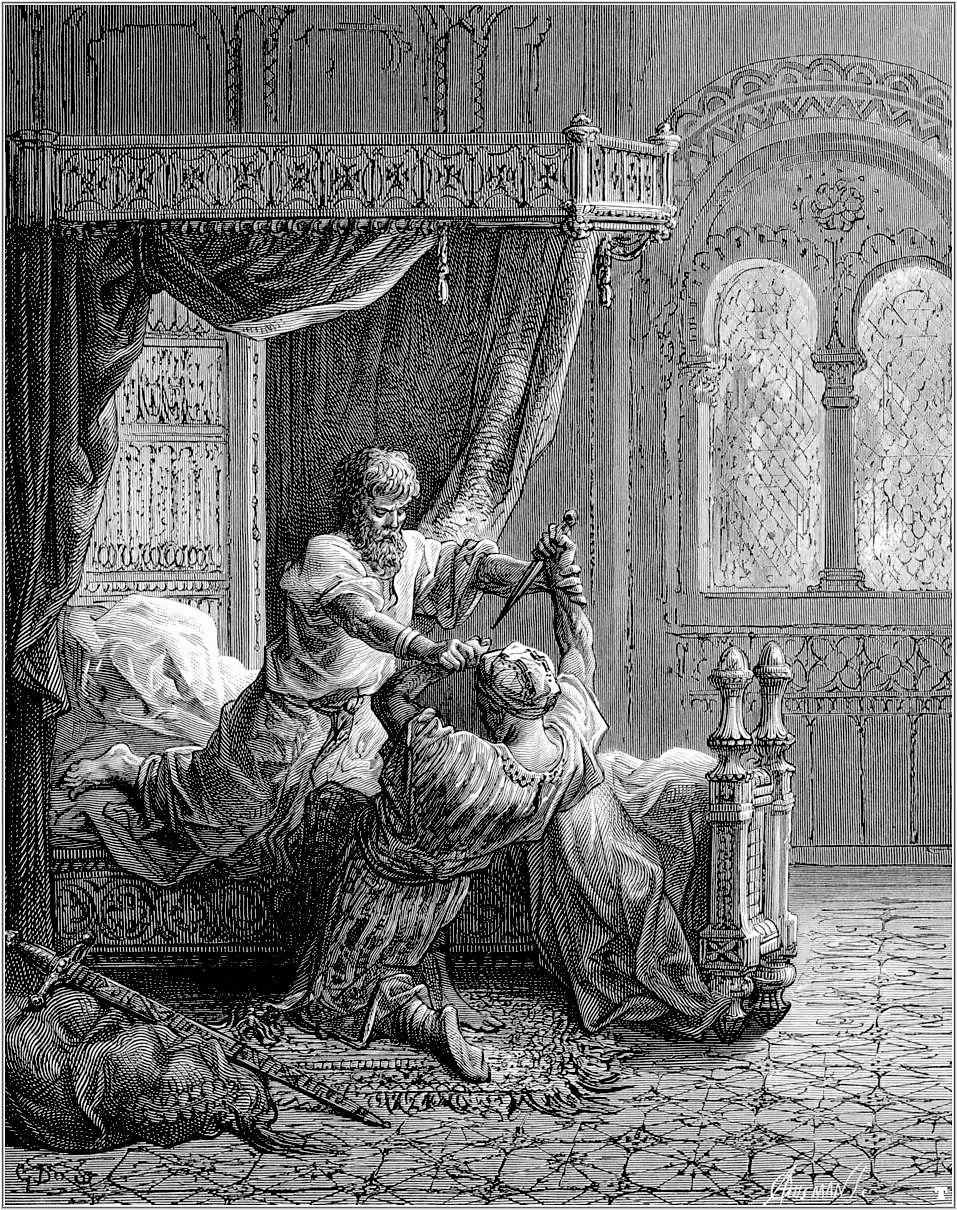
Les Nizârites sont toujours actifs après la période d'Alamut. La tentative d'assassinat contre Edouard d'Angleterre, en juin 1272, probablement par un fida'i syrien, employé par Baibars, contribue à la fin de la Neuvième croisade.

La résistance des Nizârites, en Perse, se poursuit dans certains forts, notamment à Lambsar, Gerdkuh, et plusieurs forts du Quhistan,. Lambsar tombe en janvier 1257 après une épidémie de choléra. Gerdkuh résiste beaucoup plus longtemps. Les Mongols avaient construit des structures et des maisons permanentes autour de cette forteresse, dont les ruines, ainsi que deux types de pierres utilisées pour les mangoustes des Nizârites et des Mongoles, subsistent encore aujourd'hui. Le 15 décembre 1270, sous le règne d'Abaqa, la garnison de Gerdkuh se rend, faute de vêtements. Cela se déroule treize ans après la chute d'Alamut, et dix-sept ans après son premier siège par Kitbuqa. Les Mongols exécutent les survivants de la garnison mais ils ne détruisent pas la forteresse. La même année, une tentative d'assassinat infructueuse, de Juvayni, est attribuée aux Nizârites, qui avaient déjà parlé de leur anéantissement total. En 1273, tous les châteaux syriens des Nizârites sont également pris par Baybars.
En 1275, une force Nizârites, dirigée par un fils de Khurshah et un descendant de la dynastie Khwarezmienne, s'empare du château d'Alamut, mais les Mongols le récupèrent un an plus tard. Tout comme d'autres groupes des régions voisines, les Nizârites ont pu conserver un état (semi-)indépendant au cœur de Daylam. Cela continue au moins jusqu'à la campagne d'Oldjaïtou contre la provincce de Gilan, en 1307, qui est couronnée de succès mais qui est une victoire à la Pyrrhus.
Néanmoins, la possible autorité de l'Ilkhanate, sur la région, doit avoir été éradiquée en 1335, après la mort du dernier souverain de l'Ilkhanate. En 1368, Daylam est gouverné par Kiya Sayf al-Din, membre des Khushayjis, une dynastie ismaélienne. Les Nizârites ont également rétabli leur imamat dans le village d'Anjudan (en), où ils sont connus pour avoir été actifs aux XIVe – XVe siècles. 

### Article
- (en) Farhad Daftary, « The Mediaeval Ismailis of the Iranian Lands », The Institute of Ismaili Studies,‎ 2000 (lire en ligne [PDF], consulté le 6 juillet 2020). .